# Laura La Varnie
Laura La Varnie (2 de marzo de 1853 – 18 de septiembre de 1939) fue una actriz estadounidense de la era de cine mudo. Apareció en 81 películas entre 1913 y 1930. Nació en Jefferson City, Misuri y murió en Los Ángeles, California.

## Filmografía
- Lord Chumley (1914)
- The Pullman Bride (1917)
- Mickey (1918)
- The Unpainted Woman (1919)
- The Grim Comedian (1921)
- Skirts (1921)
- The Old Nest (1921) como Mrs. Guthrie
- Vanity Fair (1923)
- The Love Trap (1923)
- The Self-Made Wife (1923)
- Poisoned Paradise: The Forbidden Story of Monte Carlo (1924)
- The Bells (1926)
- Raggedy Rose (1926) - como la madre
- The Honorable Mr. Buggs (1927)
- The Devil's Holiday (1930)